# الزهويين
الزهويين إحدى قرى مركز شبين القناطر التابع لمحافظة القليوبية بجمهورية مصر العربية.

## السكان
بلغ عدد سكان الزهويين 6,721 نسمة، حسب الإحصاء الرسمي لعام 2006.